# Motor cu ardere internă
Motorul cu ardere internă este motorul care transformă energia chimică a combustibilului prin intermediul căldurii produse prin ardere, în interiorul motorului, în energie mecanică. Căldura degajată în camera de ardere se transformă prin intermediul presiunii (energiei potențiale) aplicate pistonului în mișcare mecanică ciclică, de obicei rectilinie, după care în mișcare de rotație uniformă, obținută de obicei la arborele cotit. Camera de ardere este un reactor chimic unde are loc reacția chimică de ardere.
Căldura introdusă în ciclul care se efectuează în cilindrii motorului se obține prin arderea combustibilului, de obicei un combustibil lichid ca: benzina, motorina sau gazul petrolier lichefiat, dar se pot folosi și combustibili gazoși, ca gazul natural, sau chiar solizi, ca praful de cărbune. Oxigenul necesar arderii se obține din aerul atmosferic. Combustibilul în amestec cu aerul se numește amestec carburant. Arderea poate fi inițiată prin punerea în contact direct a amestecului carburant cu o sursă de căldură sau se poate produce aproape instantaneu în toată masa amestecului caz în care se numește detonație și are un caracter exploziv.
Prin arderea carburanților rezultă diferite produse de ardere cu o temperatură de aproximativ 2000 °C. Majoritatea acestor produse se prezintă sub formă gazoasă. Pentru o ardere completă se asigură combustibilului o cantitate de oxigen dozată astfel încât să producă oxidarea integrală a elementelor sale componente.
Pornirea unui motor cu ardere internă se face cu un sistem auxiliar numit demaror.

## Clasificarea motoarelor cu ardere internă
Din punctul de vedere al obținerii lucrului mecanic, aceste motoare se clasifică în:
- motoare cu ardere internă cu piston, cu mișcarea liniară a pistonului, sau rotative;
- motoare cu reacție.

La turbinele cu gaze, denumirea de motor se folosește doar pentru cele folosite în aviație, când se discută despre întregul motor, adică toate părțile lui, în care se execută ciclul termodinamic, nu doar la discul paletat.
Motoarele cu ardere internă rotative sunt utilizate pe scară mai redusă datorită problemelor tehnologice mari si a fiabilității mai scăzute. Cel mai cunoscut tip de motor cu ardere internă rotativ este motorul Wankel, dar există și alte soluții, de exemplu cu pistoane în foarfece, sau cu diferite alte sisteme.

### Clasificarea motoarelor cu ardere internă
După natura combustibilului
- motoare la care se întrebuințează drept combustibil benzina, au carburator sau pompă de injecție.
- motoare la care se întrebuințează drept combustibil motorina, au pompă de injecție.
- motoare cu gaz la care se întrebuințează drept combustibil un combustibil gazos, de obicei gaz natural sau un amestec de combustibil.

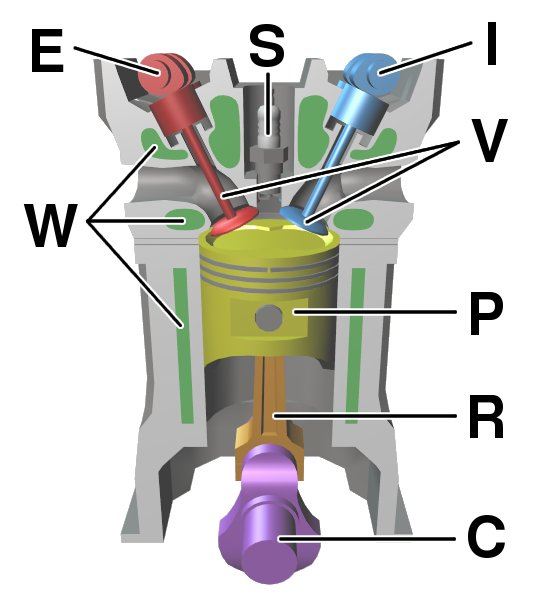
Motor cu piston în 4 timpi.

După numărul de curse simple efectuate de piston într-un ciclu ( sau numărul de timpi)
- motoare în patru timpi;
- motoare în doi timpi.

Motor în patru timpi.

După spațiul producerii amestecului carburant
- Motoare cu formarea în exteriorul cilindrului a amestecului carburant. Este cazul motoarelor cu carburator, injecție de benzină în conducta de aspirație și al motoarelor cu gaze cu sistemul de formare externă a amestecului aer-combustibil.
- Motoare cu formarea în cilindru a amestecului carburant. Din această categorie fac parte motoarele cu injecție de combustibil cum sunt motoarele Diesel sau și unele motoare cu aprindere prin scânteie și motoarele cu gaze la care combustibilul gazos  este introdus în cilindru printr-o supapă aparte în timpul aspirației.

După felul aprinderii amestecului carburant
- Motor cu aprindere prin scânteie (prescurtat MAS). După admisia și comprimarea amestecului carburant în cilindrii motorului, în apropierea PMI(punctul mort interior) al pistonului, are loc aprinderea. Aceasta se realizează prin producerea unei scântei între electrozii bujiei, care aprinde amestecul carburant. Arderea are loc într-un interval de timp relativ scurt, în care presiunea și temperatura gazelor din cilindru cresc repede până la presiunea de 30 - 40 daN/cm³ și temperatura de 1800 – 2.000 °C. Datorită presiunii gazelor din cilindru, care acționează asupra pistonului, acesta se deplasează spre PME (punctul mort exterior), și rotește prin intermediul sistemului biela-manivela, arborele motor. Această cursă a pistonului, se mai numește și cursă activă sau cursă motoare.

- Motor cu aprindere prin comprimare (prescurtat MAC sau Diesel). La sfârșitul compresiei, combustibilul este introdus sub presiune în cilindru, fiind pulverizat foarte fin cu ajutorul injectorului, montat în chiulasă. Datorită contactului cu aerul fierbinte din interiorul cilindrului, particulele pulverizate se aprind și ard, iar presiunea din cilindru crește, moderat, menținându-se relativ constantă pe durata arderii. Gazele rezultate în urma arderii apasă asupra pistonului, determinând deplasarea acestuia spre PMI, efectuând cursa activă. Supapele rămân închise până aproape de sfârșitul acestei curse.

După așezarea cilindrilor sunt
- motoare cu cilindrii în linie.
- motoare cu cilindrii în V.
- motoare cu cilindrii în W.
- motoare cu cilindrii și pistoanele opuse, boxer.
- motoare înclinate, la care cilindrii au axele situate în același plan, însă înclinat față de planul vertical.
- motoare cu cilindrii așezați în stea, utilizate cu precădere unde este nevoie de un raport putere/greutate mare, de exemplu în aviație și în marina militară (vedete).
- Motoare cu cilindrii în „Δ” Delta, Napier Deltic-motoare folosite la căile ferate și vapoare englezești.

## Galerie

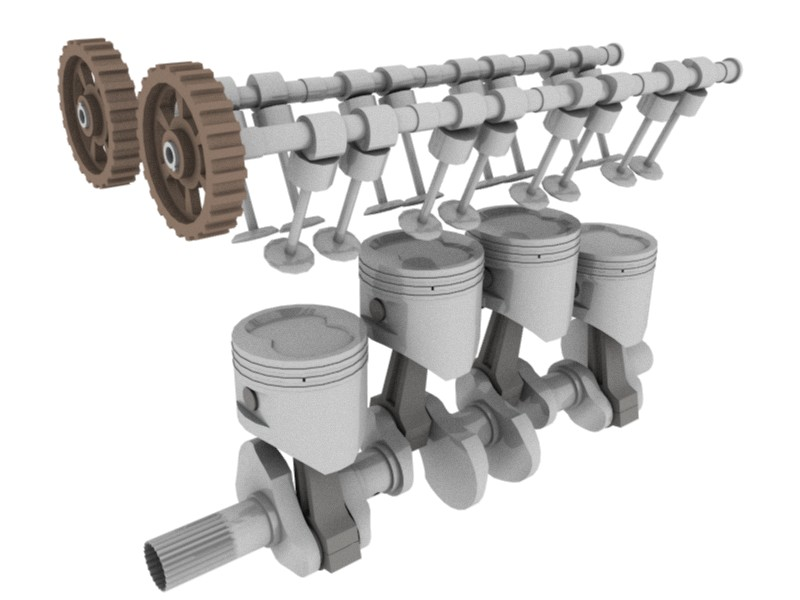
Motor cu cilindrii în linie
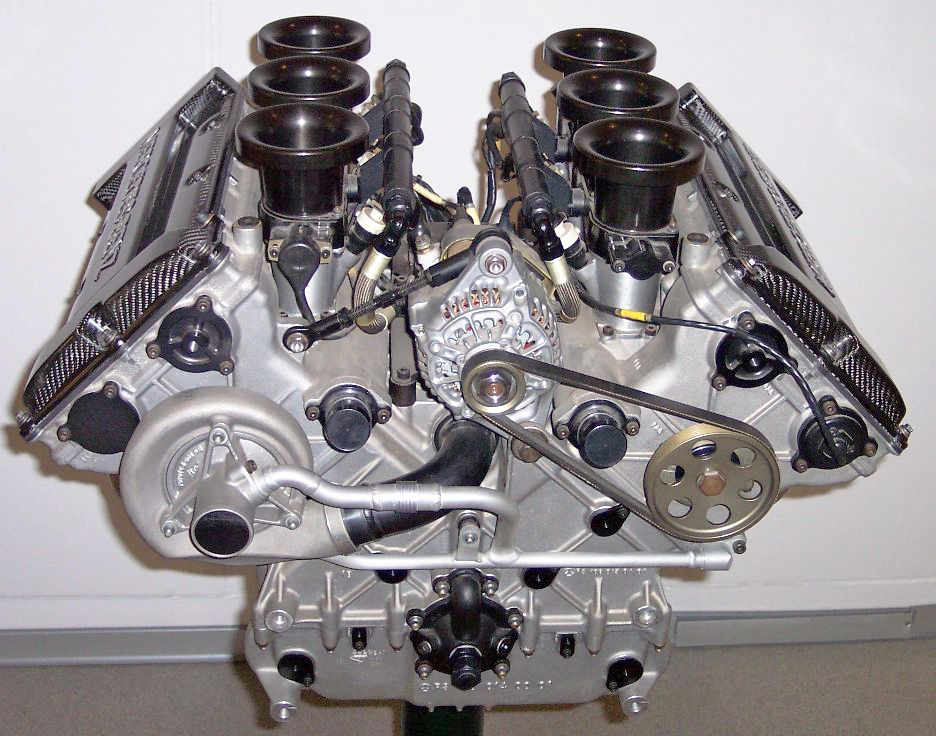
Motor cu cilindrii în V de raliu Mercedes 1996
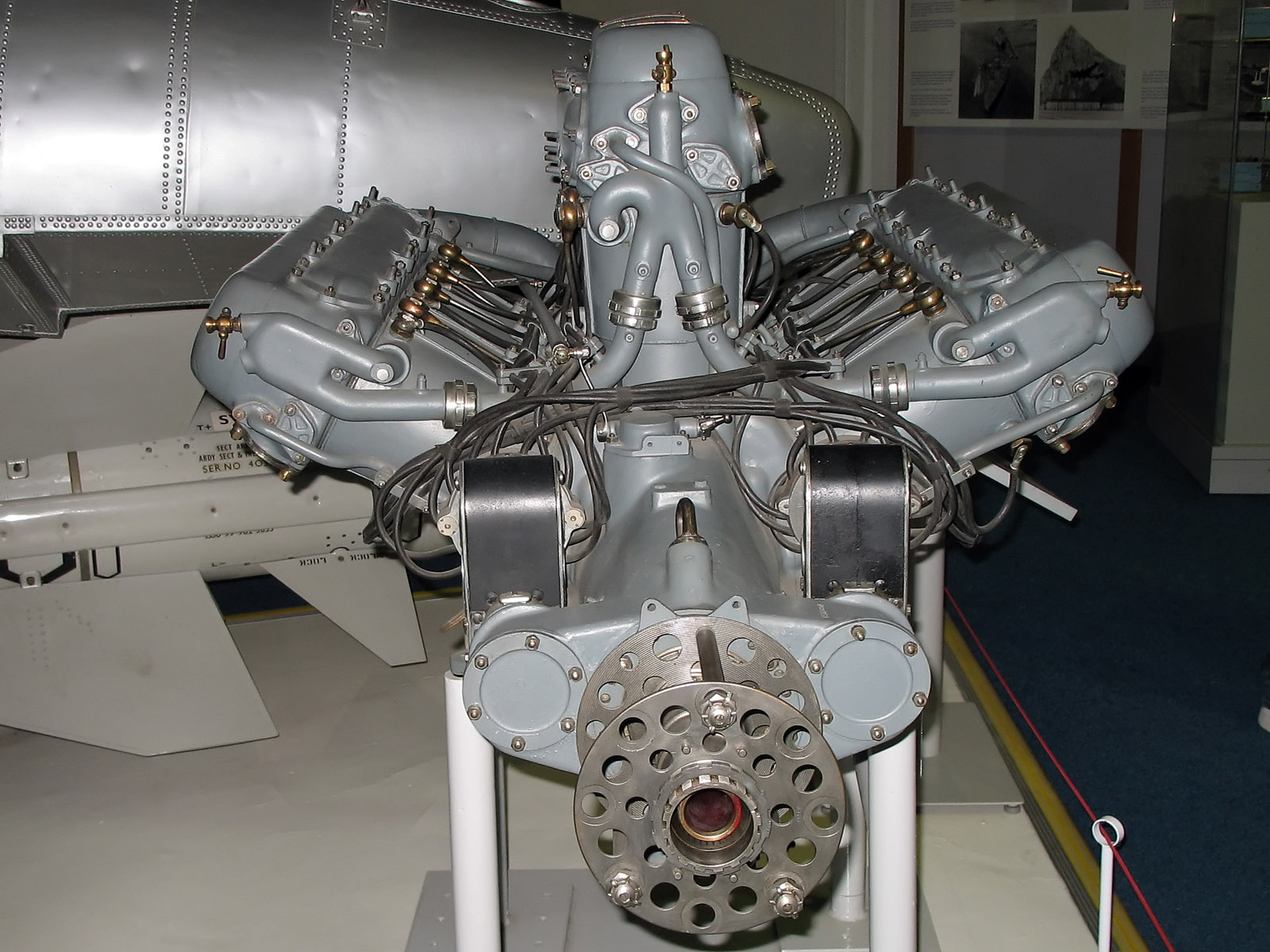
Motor cu cilindrii în W NapierLion VII 1
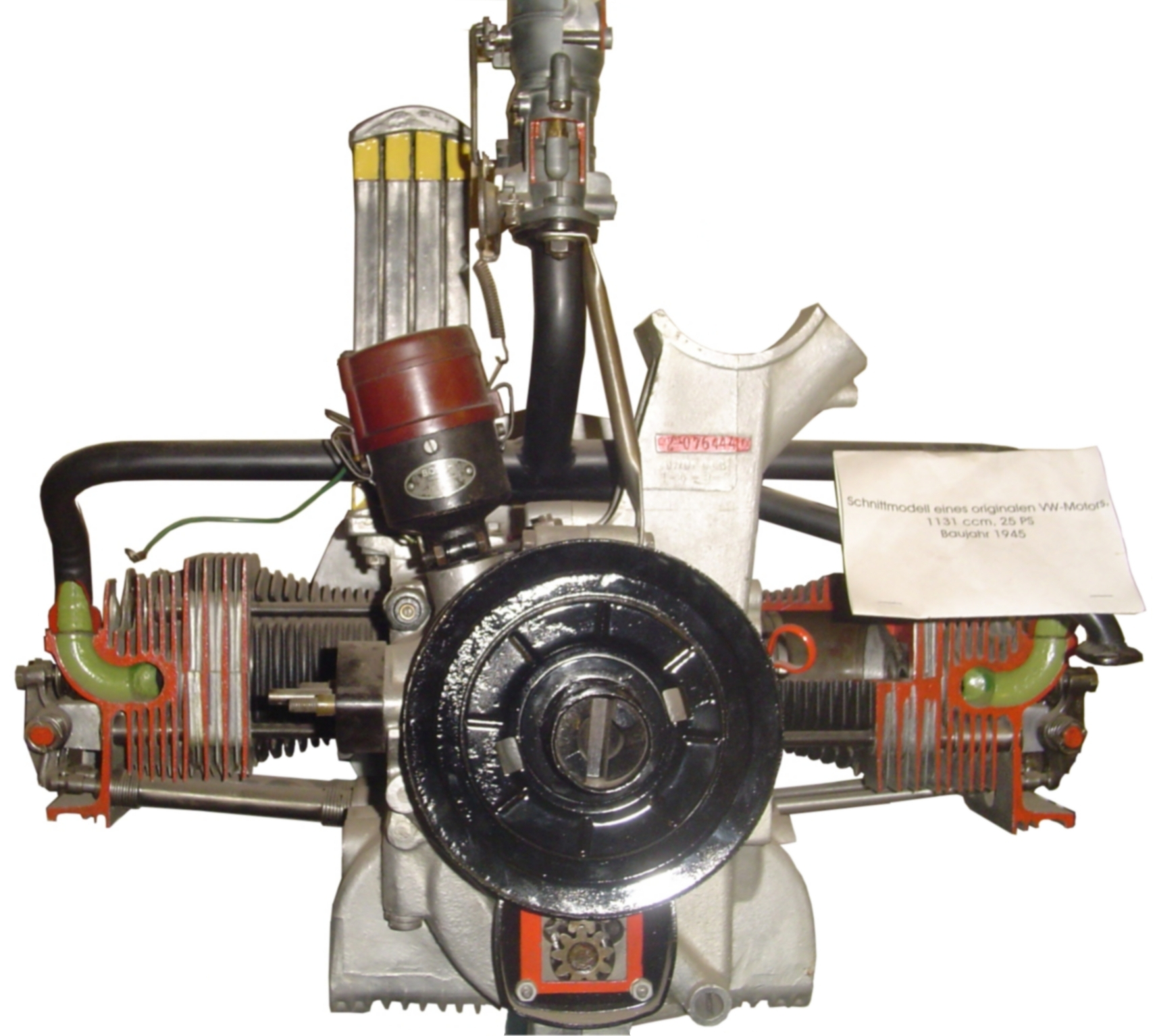
Motor cu cilindrii opuși boxer Volkswagen 1945  boxer H-16
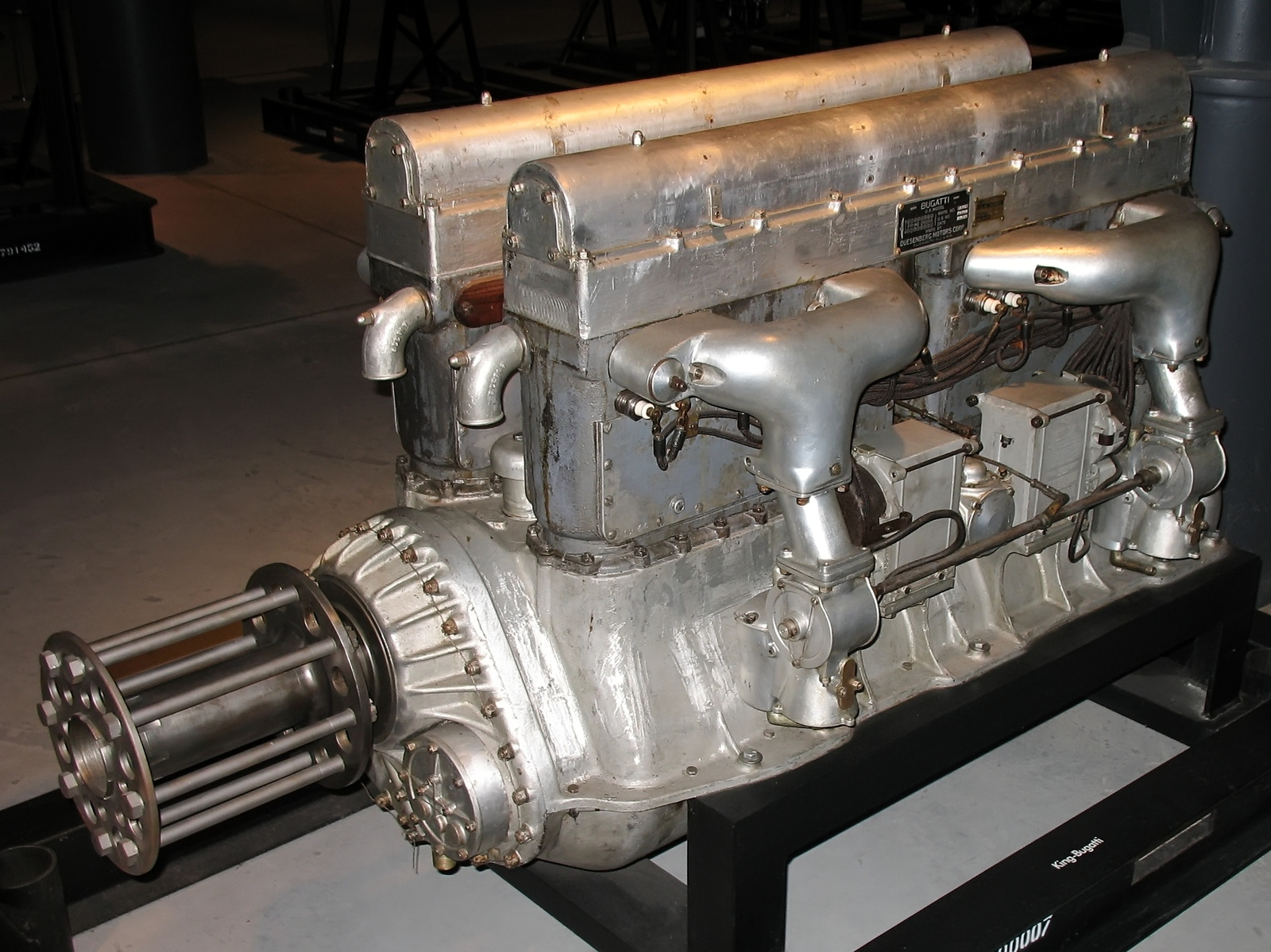
Motor cu cilindrii în linie alături în U „King-Bugatti U-16”
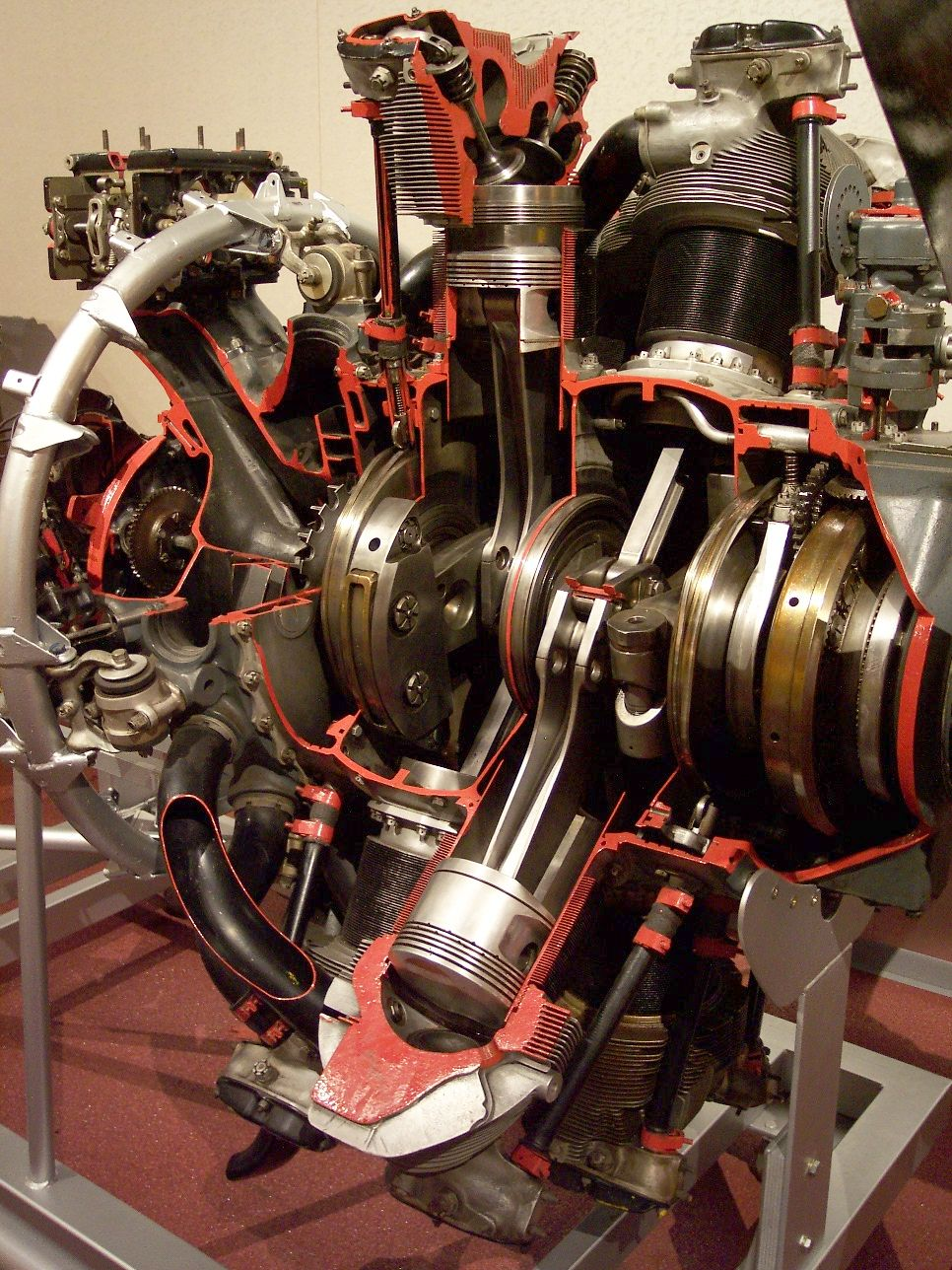
Motor cu cilindrii în stea  [nefuncțională]
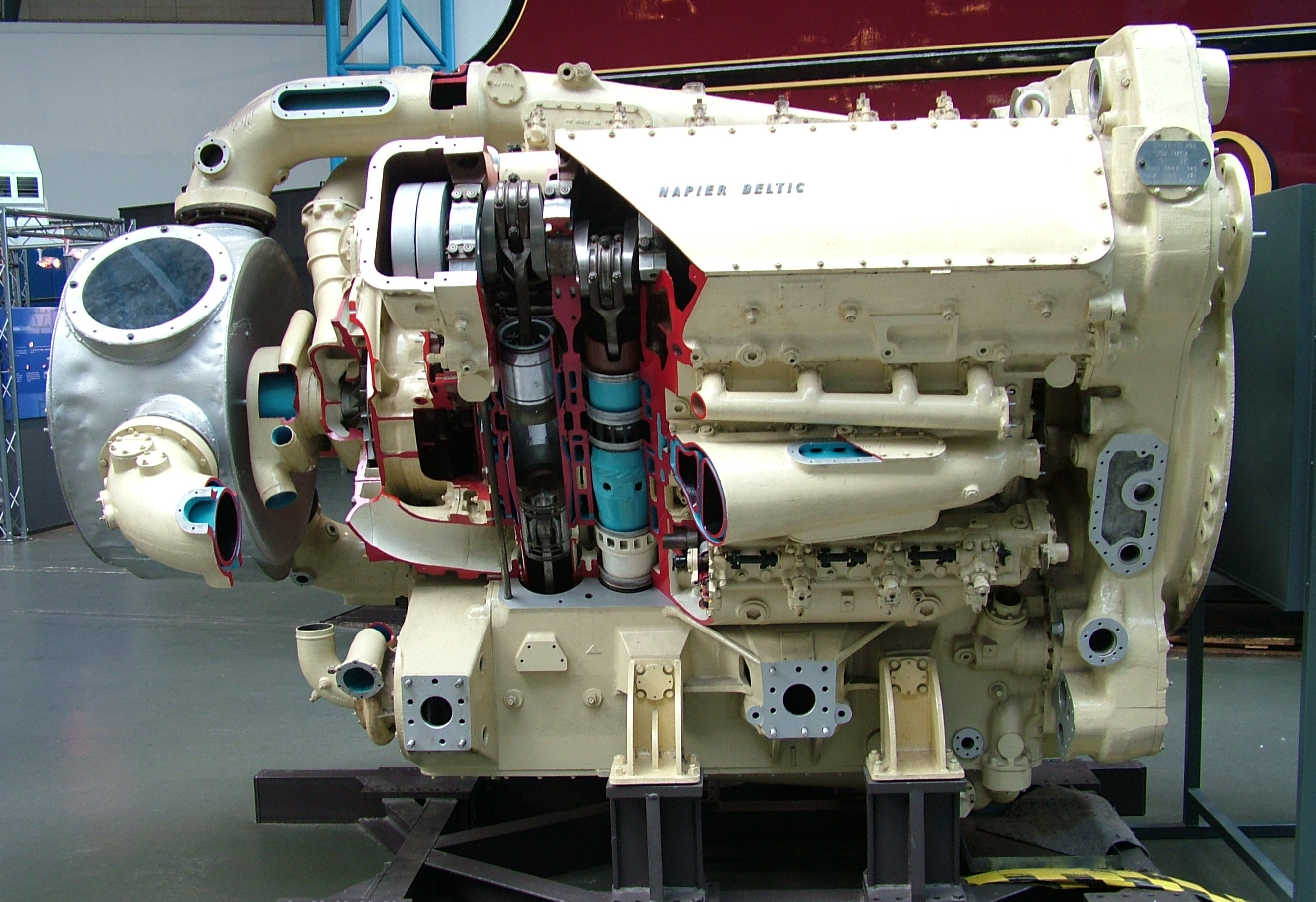
Motor cu cilindrii în „Δ” Delta
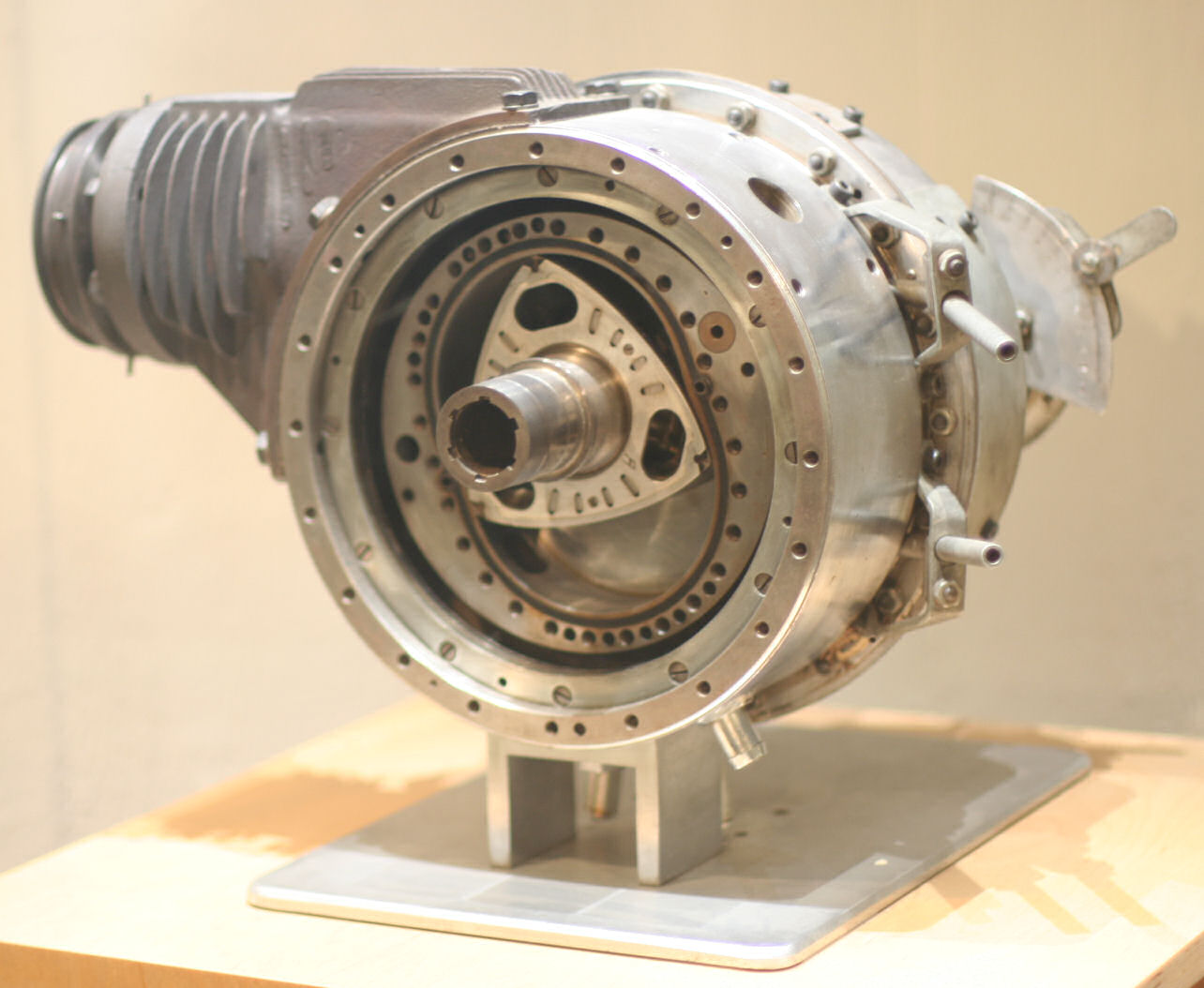
Motorul Wankel
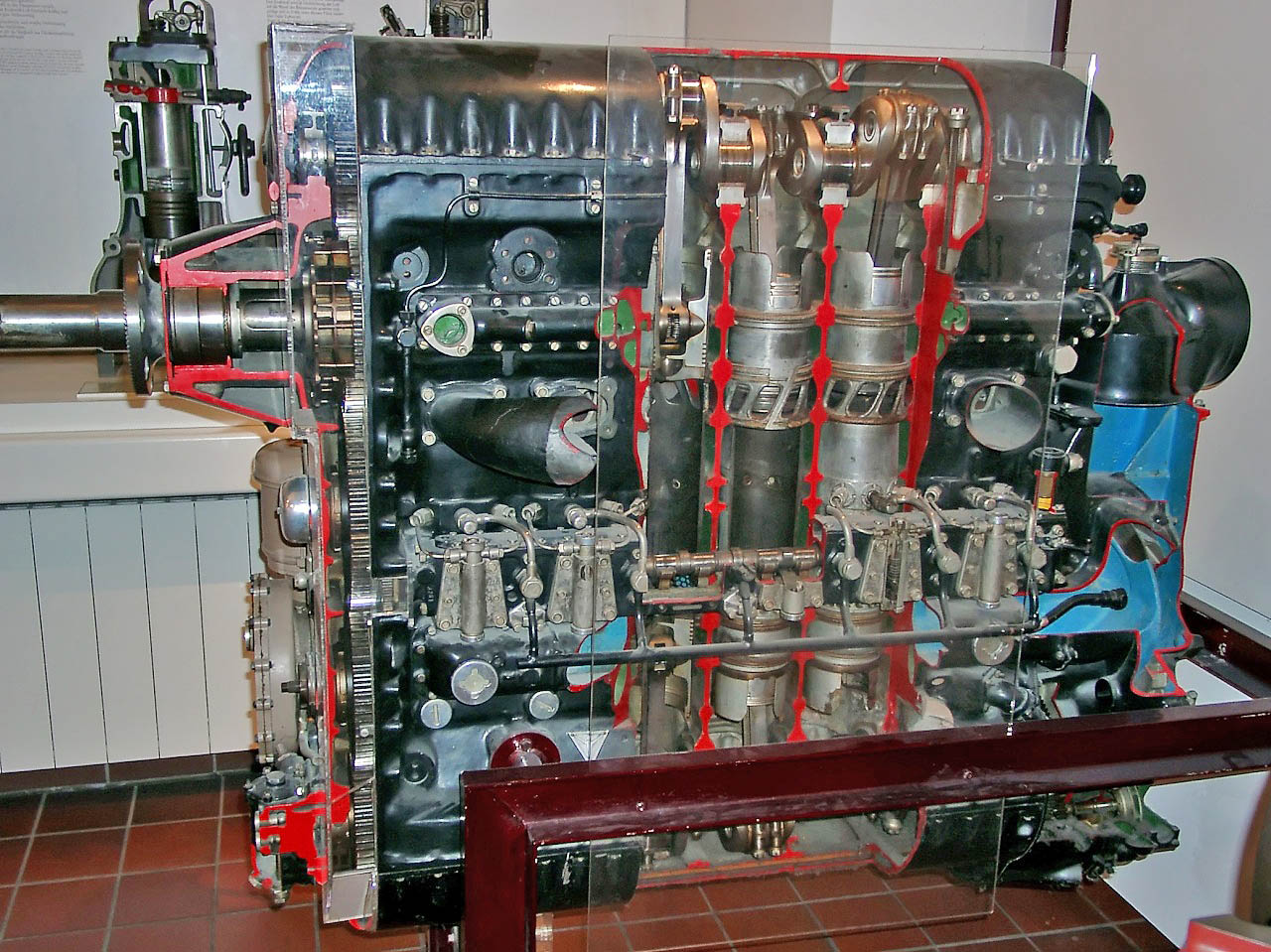
Motorul Junkers, „Jumo 205D”
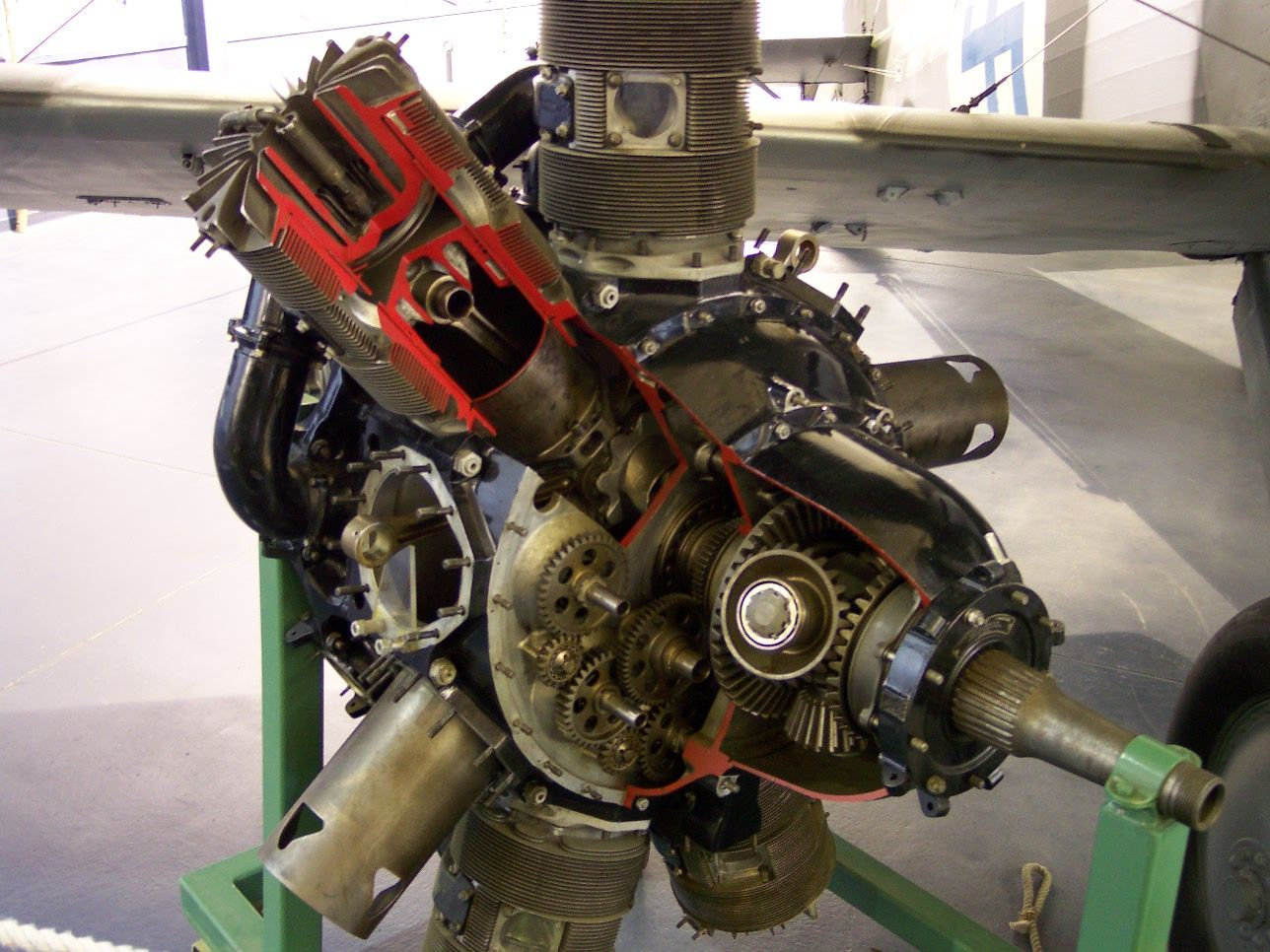
Motor cu (clapă / obturator ?)

## Caracteristici
Un motor cu ardere internă este caracterizat printr-o serie de parametri:
- Punct mort interior (PMI) (învechit: punct mort superior, PMS) este poziția pistonului care corespunde volumului minim ocupat de fluidul motor în cilindru.[2] La motoarele cu mecanism bielă-manivelă, arbore cotit și chiulasă (motorul Wankel n-are nimic din astea, dar are PMI) este poziția pistonului când aceasta se găsește - în timpul deplasării sale - la cea mai mare distanță posibilă față de axa arborelui cotit; această poziție coincide cu distanța minimă a pistonului față de chiulasă și este determinată de montajul pistonului în ansamblul mecanismului bielă-manivelă.

- Punct mort exterior (PME) (învechit: punct mort inferior, PMI) este poziția pistonului care corespunde volumului maxim ocupat de fluidul motor în cilindru.[2] La motoarele cu mecanism bielă-manivelă, arbore cotit și chiulasă este poziția pistonului când aceasta se găsește - în timpul deplasării sale - la cea mai mică distanță posibilă față de axa arborelui cotit; această poziție coincide cu distanța maximă a pistonului față de chiulasă și este determinată, de asemenea, de montajul pistonului în ansamblul mecanismului bielă-manivelă.

- Cursa pistonului {\displaystyle S\,} este distanța dintre punctul mort interior și punctul mort exterior,[2] (la motoarele cu mecanism bielă-manivelă fiind măsurată pe generatoarea cilindrului motor) parcursă de piston între două schimbări de sens ale deplasării sale. Pentru motoarele cu mecanism bielă-manivelă cu excentricitate nulă (cazul obișnuit) fiecare cursă a pistonului corespunde unei rotații de 180° a arborelui cotit și este egală cu diametrul ({\displaystyle 2R\,}) cercului descris de axa geometrică a fusului maneton în jurul axei geometrice a fusurilor paliere ({\displaystyle S=2R\,}).

- Alezajul cilindrului {\displaystyle D\,} este diametrul interior al cilindrului motor.[2]

- Volumul minim al camerei de ardere {\displaystyle V_{c}\,} este volumul ocupat de gaze când pistonul se află la PMI.[2] La motoarele cu cilindru și chiulasă  este spațiului cuprins între fundul pistonului, peretele interior al cilindrului motor și chiulasă, în momentul când pistonul se găsește în punctul mort interior.

- Cilindreea unitară (pe scurt, cilindree) {\displaystyle V_{s}\,} este volumul generat prin deplasarea pistonului în timpul unei curse.[2]

- Cilindreea totală (pe scurt, litraj) {\displaystyle V_{t}\,} este suma cilindreelor unitare ale tuturor cilindrilor unui motor.[2]

- Volumul total al cilindrului {\displaystyle V_{a}\,} este volumul maxim ocupat de gaze măsurat când pistonul se află la PME; volumul total al cilindrului este format din însumarea cilindreei unitare cu volumul camerei de ardere.[2]

- Raportul de comprimare {\displaystyle \epsilon \,} este raportul dintre volumul total al unui cilindru și volumul camerei de ardere:[2]

{\displaystyle \epsilon ={\frac {V_{a}}{V_{c}}}}
În notația curentă, raportul este exprimat sub formă de fracție zecimală.
- Turația motorului (pe scurt, turație) {\displaystyle n\,} este numărul de rotații efectuat într-un minut de arborele cotit,[3] în timpul funcționării motorului într-un anumit regim constant.

Ciclul motor este succesiunea proceselor (transformărilor de stare) care se repetă periodic în cilindrul unui motor. Convențional, ciclul motor începe cu procesul de admisiune și se termină cu procesul de evacuare. Într-un minut un motor efectuează {\displaystyle n_{c}\,} cicluri.
Un timp al motorului este partea de ciclu motor care se efectuează într-o cursă a pistonului. La motoarele cu excentricitate nulă fiecare timp din funcționarea motorului corespunde unui unghi de rotire a arborelui cotit de 180°. În cursul fiecărui timp agentul motor trece prin diferite transformări de stare caracteristice (volum, presiune, temperatură). Uzual se construiesc motoare (care funcționează după un ciclu) în patru timpi ({\displaystyle \nu =4\,}) și motoare în doi timpi ({\displaystyle \nu =2\,}).
Se cunosc și motoare în șase timpi.
La motoarele în patru timpi, deoarece procesele termice corespund aproximativ cu cursele pistonului, timpii poartă numele de admisie (1), comprimare (2), ardere și destindere (3), respectiv evacuare (4).
Cu numărul de timpi, legătura dintre numărul de cicluri și turație este:
{\displaystyle n_{c}={\frac {2\,n}{\nu }}}

## Puterea indicată și puterea efectivă a unui motor cu ardere internă

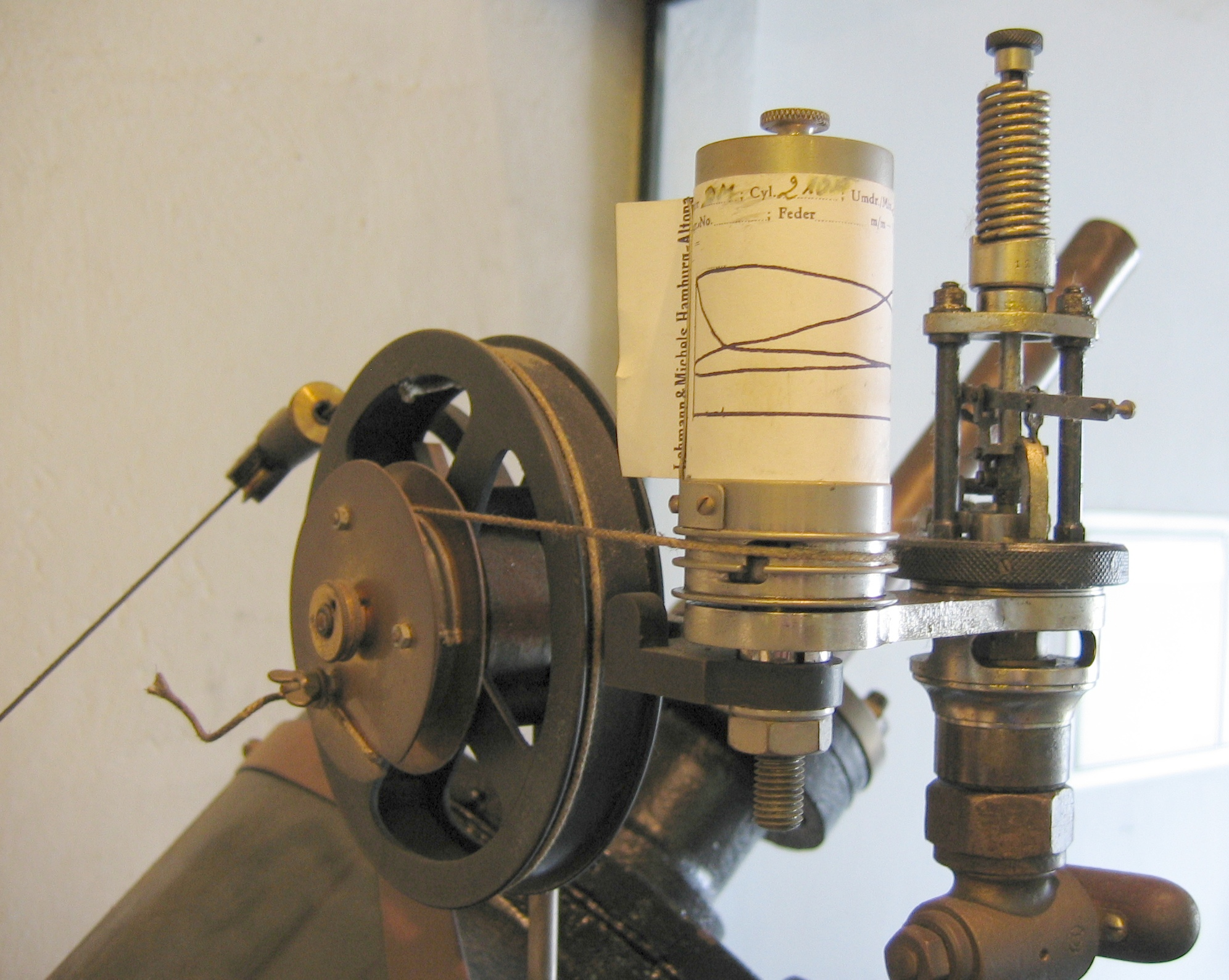
Aparat indicator mecanic pentru trasarea diagramei indicate a unui motor.

Lucrul mecanic indicat {\displaystyle L_{i}\,} (sau lucrul mecanic ciclic) efectuat în cilindrul unui motor de gazele de ardere în timpul unui ciclu și preluat de piston se poate determina prin analiza diagramei indicate, ridicate cu aparatul numit indicator. Lucrul mecanic indicat se poate exprima ca produs dintre presiunea medie indicată {\displaystyle p_{i}\,} și cilindreea unitară:
{\displaystyle L_{i}=100000\,p_{i}{\frac {V_{s}}{1000}}=100\,p_{i}\,V_{s}}   [ J ]
cu {\displaystyle p_{i}\,} exprimată în bar și {\displaystyle V_{s}\,} în litri.
Puterea indicată a unui motor este suma lucrului mecanic indicat produs în toți cilindrii săi într-o secundă. Dacă cilindrii sunt identici (cazul obișnuit):
{\displaystyle P_{i}={\frac {L_{i}\,i\,n_{c}}{1000\times 60}}={\frac {100\,p_{i}\,V_{s}\,i\,2\,n}{60000\,\nu }}={\frac {p_{i}\,V_{s}\,i\,n}{300\,\nu }}}   [ kW ]
Puterea livrată de motor la cuplă (ambreiaj) este numită putere efectivă și depinde de randamentul mecanic al motorului ({\displaystyle \eta _{m}\,}):
{\displaystyle P_{e}=\eta _{m}\,P_{i}=\eta _{m}{\frac {p_{i}\,V_{s}\,i\,n}{300\,\nu }}}   [ kW ]

## Sisteme auxiliare ale motoarelor cu ardere internă
Sistemele auxiliare ale unui motor cu ardere internă sunt subansamble care contribuie în moduri specifice la funcționarea motorului având funcția principală de a asigura condițiile și parametrii săi de funcționare.

### Sistemul de alimentare
Sistemul de alimentare al motoarelor cu ardere internă asigură motoarelor cu ardere internă combustibilul necesar arderii. Este diferențiat în funcție de  modul de formare a amestecului carburant (în interiorul sau în exteriorul cilindrilor).

### Mecanismul de distribuție
Mecanismul de distribuție al motoarelor cu ardere internă comandă efectuarea fazei de admisie în cilindri motorului, (a amestecului carburant la motoarele cu aprindere prin scânteie și a aerului la motoarele cu aprindere prin compresie) și a fazei de evacuare a gazelor de ardere din cilindri în mediul înconjurător.

### Instalația de aprindere
Instalația de aprindere a motoarelor cu aprindere prin scânteie trebuie să producă scânteia electrică ce aprinde amestecul carburant format din benzină și aer în cilindrul motorului.

### Sistemul de ungere
sistemul de ungere al motoarelor cu ardere internă are scopul de a  micșora frecarea între suprafețele pieselor în mișcare și prin aceasta și a puterii consumate precum și micșorarea uzurii pieselor mecanice, etanșarea grupului piston-cilindru-segmenți, spălarea  pieselor și evacuare particulelor metalice sau de altă natură rezultate din uzura pieselor.

### Sistemul de răcire
Sistemul de răcire al motoarelor cu ardere internă are rostul asigurării regimului termic optim pentru funcționarea motorului cu randament superior.

### Sistemul de pornire
Sistemul de pornire al motoarelor cu ardere internă are rolul de a asigura turația minimă a arborelui cotit din sursă exterioară de energie astfel încât motorul cu ardere să funcționeze ulterior singur.

### Aparatura de control
Aparatura de control a motoarelor cu ardere internă permite urmărirea parametrilor motorului în timpul funcționării.